# چغالته ۲
چغالته ۲ در شهرستان ازنا، بخش مرکزی، دهستان پاچه لک غربی، ۲۵۰ متری جنوب روستای گرجی واقع شده و این اثر در تاریخ ۲۸ اسفند ۱۳۸۵ با شمارهٔ ثبت ۱۸۲۸۰ به‌عنوان یکی از آثار ملی ایران به ثبت رسیده است.